# دانيال باول
دانيال باول (بالإنجليزية: Daniel Powell)‏ (12 مارس 1991 بلوتن في المملكة المتحدة - ) هو لاعب كرة قدم بريطاني في مركز الهجوم. لعب مع فوريست غرين وميلتون كينز دونز ونادي كرولي تاون ودارلينجتون إف سى.

## وصلات خارجية
- دانيال باول على موقع قاعدة بيانات كرة القدم.إي يو (الإنجليزية)
- دانيال باول على موقع Soccerbase.com (لاعب) (الإنجليزية)
- دانيال باول على موقع Soccerway.com (الإنجليزية)